# Opius sharynensis
Opius sharynensis är en stekelart som beskrevs av Fischer 2001. Opius sharynensis ingår i släktet Opius och familjen bracksteklar. Inga underarter finns listade i Catalogue of Life.